# Liam Burke
Liam Burke (* 2. Februar 1928 in Cork; † 21. August 2005) war ein irischer Politiker der Fine Gael. Von 1969 bis 1977, von 1979 bis 1989 und von 1992 bis 2002 war er Abgeordneter im Dáil Éireann, dem Unterhaus des irischen Parlaments.

## Leben
Burke studierte am University College Cork. Bei den Wahlen zum Dáil Éireann 1969 gelang ihm im Wahlkreis Cork City North-West der Einzug in den Dáil. Diesen Sitz konnte er halten bis zu den Wahlen 1977, als der Wahlkreis Cork City neu zugeschnitten wurde. Er wurde allerdings durch den Taoiseach Liam Cosgrave in den Seanad Éireann nominiert und kurze Zeit später über die Verwaltungsliste bestätigt. Bei den Nachwahlen 1979 kehrte er wieder in den Dáil Éireann zurück. Zwischenzeitlich wurde Burke von 1984 bis 1985 Lord Mayor of Cork. Bei den Wahlen 1989 verlor er seinen Sitz erneut. Burke konnte aber bei den Wahlen 1992 im neuen Wahlkreis Cork North-Central seinen Sitz wieder erringen und noch einmal bei den Wahlen 1997 verteidigen. Wegen seines Alters und seiner Gesundheit trat er bei den Wahlen 2002 nicht mehr an.
Bereits sein Onkel Tadhg Manley und sein Cousin Billy Kelleher waren Mitglieder im Dáil Éireann.